# غسان حمدان
غسان سليم عبد الأمير حمدان (1973) مترجم أدبي وشاعر عراقي. ولد في بغداد ونشأ في إيران ودرس بها علم الاجتماع في جامعة طهران. انتقل إلى سوريا في 1999. وعمل هناك لفترة من الوقت كمحرّر في الصحافة ثم في دار للنشر. وهناك بدأ مسيرته الأدبية بترجمة الشعر الفارسي إلى العربية، ثم ترجم روايات إيرانيّة واهتم أيضًا بالأدب الأفغاني الفارسي. عمل مترجمًا في فرع الإذاعة الجمهوريّة الإسلاميّة في إيران في سوريا. درّس اللغة الفارسيّة وعمل في مركز اللغات الأجنبية في دمشق. ترجم أكثر من ألف فيلم ومسلسل تلفزيوني. وبعد الثورة السورية في 2011، رحل إلى العراق، وسكن بغداد. إلى جانب الترجمة، يعمل كاتبًا ومنتجًا تلفزيونيًا وباحثاً في الشؤون الإيرانية.

## مؤلفاته
- «ريمورا»، ، 2015

من مجموعاته الشعرية بالفارسية:
- «مذكرات أمير متقاعد»
- «اليوم العاشر للخليقة»
- «مكان بوذا الخالي»
- «طالما السماء زرقا»

ترجم من الفارسية إلى العربية وبالعكس،  منها:
- «وحده الصوت يبقى»، فروغ فرخزاد، 2003
- «المسافر»،سهراب سبهري، 2007
- «ما أزال أفكر بذلك الغراب»،أحمد شاملو، 2009
- «الزوج الأمريكي»، جلال آل أحمد، 2010
- «عيناها»، بزرگ علوي، 2010
- «طهران الضوء القاتم"»، أمير حسن چهلتن، 2014
- «البعثة الإسلامية إلى البلاد الإفرنجية ومعها أسطورة الخلق»، صادق هدايت، 2014
- «المستنقع»، جعفر مدرس صادقي، 2014
- «وجه الله»، مصطفى مستور، 2014
- «الأوركسترا الليلية»، رضا قاسمي، 2015
- «عمر الخيام وأناشيده»، 2017
- «الأعمال القصصية الكاملة لصادق هدايت»، 2017
- «عراق خنزير»، مصطفى مستور، 2017
- «الأزرق، الرمادي، الأسود - مختارات حميد مصدق الشعرية»، 2018
- «الأعمال الشعرية الكاملة»، سهراب سبهري، 2019
- «وا حسرتاه يا ملا عمر»، محمد آصف سلطان زاده، 2019
- «آخر رمان الدنيا»، بختيار علي، 2019
- «امرأة في اسطنبول»،علي أصغر حقدار ، 2019
- «في الوقت نفسه»، محمد قاسم زاده، 2019
- «حكايات وأساطير إيرانية»، محمد قاسم زاده، 2019
- «بائع الأحلام»، محمد قاسم زاده، 2020
- «قميص الثلاثاء - قصص إيرانية مختارة»، 2020
- «الدكتور نون يحب زوجته أكثر من مصدق»، شهرام رحيميان، 2020
- «القلعة وكلاب أبي»، شيرزاد حسن، 2020
- «نون والقلم»، جلال آل أحمد، 2020
- «مقدّمات الرسائل الفلسفية للملا صدرا»، 2020
- «برفقة الريح»، عباس كيارستمي، 2020
- «حكاية قفائر النحل»، جلال آل أحمد، 2020
- «الموءودة»، محمد حسين محمدي، 2020
- «الأفغاني»، عارف فرمان، 2020
- «هذا الكلب يريد أن يلتهم روكسانا»، قاسم كشكولي

ومن العربية إلى الفارسية
- «مختارات من قصائد محمد الماغوط»
- «رسائل غسان كنفاني إلى غادة السمّان»
- «مسرحية "هملت يستيقظ متأخّراً»، ممدوح عدوان
- «باب العبد»، أدهم العبودي
- «مشرحة بغداد»، برهان شاوي
- «خان الشابندر»، محمد حياوي
- «إعجام»، سنان أنطون
- «شتاء العائلة»،  علي بدر

## وصلات خارجية
- في موقع الأرشيف المجلات